# Chicomuselo
Chicomuselo es una localidad del estado mexicano de Chiapas, cabecera del municipio homónimo.

## Toponimia
La palabra Chicomuselo significa en la lengua náhuatl, "lugar de los siete jaguares", (Chicome Ocelotl, "siete tigres").

## Geografía
La localidad está ubicada en la posición 15°44′34″N 92°17′4″O / 15.74278, -92.28444, a una altitud de 587 m s. n. m.
Según la clasificación climática de Köppen, el clima corresponde al tipo Aw - Tropical seco.

## Demografía
Cuenta con 7083 habitantes lo que representa un incremento promedio de 1.8% anual en el período 2010-2020 sobre la base de los 5938 habitantes registrados en el censo anterior. Ocupa una superficie de 3.787 km², lo que determina al año 2020 una densidad de 1870 hab/km².
| Gráfica de evolución demográfica de Chicomuselo entre 2000 y 2020 |
|                                                                   |
| Fuente: Instituto Nacional de Estadística Geografía e Informática |

En el año 2010 estaba clasificada como una localidad de grado alto de vulnerabilidad social.
La población de Chicomuselo está mayoritariamente alfabetizada (7.62% de personas analfabetas al año 2020) con un grado de escolarización en torno de los 8 años. Solo el 1.95% de la población es indígena.